# Усть-Лыжа
Усть-Лыжа — село в Городском округе Усинск Республики Коми, Россия. Расположено на левом берегу реки Лыжи в 3 км от места её впадения в Печору. Климат континентальный.

## История
Деревня близ устья реки Лыжи возникла в первой половине XIX века в результате расселения ижемских коми по Печоре. Согласно местной легенде, она была основана Каллистратом Филипповым из Бакура. В 1843 году в ней было не больше пяти–шести домов. На карте 1846 года деревня обозначена как Усть-Лыжа, в «Списке населенных мест» 1859 года – Усть-Лыженская (12 дворов, 93 жителя). Деревня находилась на одном из важнейших путей оленеводческих перекочёвок.

## Население
Национальный состав по переписи 2002 года:
коми (93 %), русские (7 %).
| 2010 |
| ---- |
| 345  |

## Транспорт
В период навигации действует водный путь до села по реке, в том числе на пароме. В рамках внутримуниципального воздушного сообщения из Усинска летает вертолёт Ми-8.
Наземное транспортное сообщение с. Усть-Лыжа с другими населёнными пунктами обеспечивается автодорогами, состояние которых требует ремонтных работ, в районе села Усть-Уса отсутствует мост, но действует паромная переправа. Зимой используется зимник. Дорога на Ухту асфальтирована не полностью, однако проходима для вездеходов, грузовых и полноприводных автомобилей. Исключением становятся периоды продолжительных дождей, ухудшающих движение грузового автотранспорта с риском значительных задержек на проблемных участках пути на сутки и более.